# Östliche Frühlings-Miere
Die Östliche Frühlings-Miere (Minuartia glaucina), auch Hügel-Frühlings-Miere genannt, ist eine Pflanzenart der Gattung der Mieren (Minuartia) in der Familie der Nelkengewächse (Caryophyllaceae).

## Beschreibung

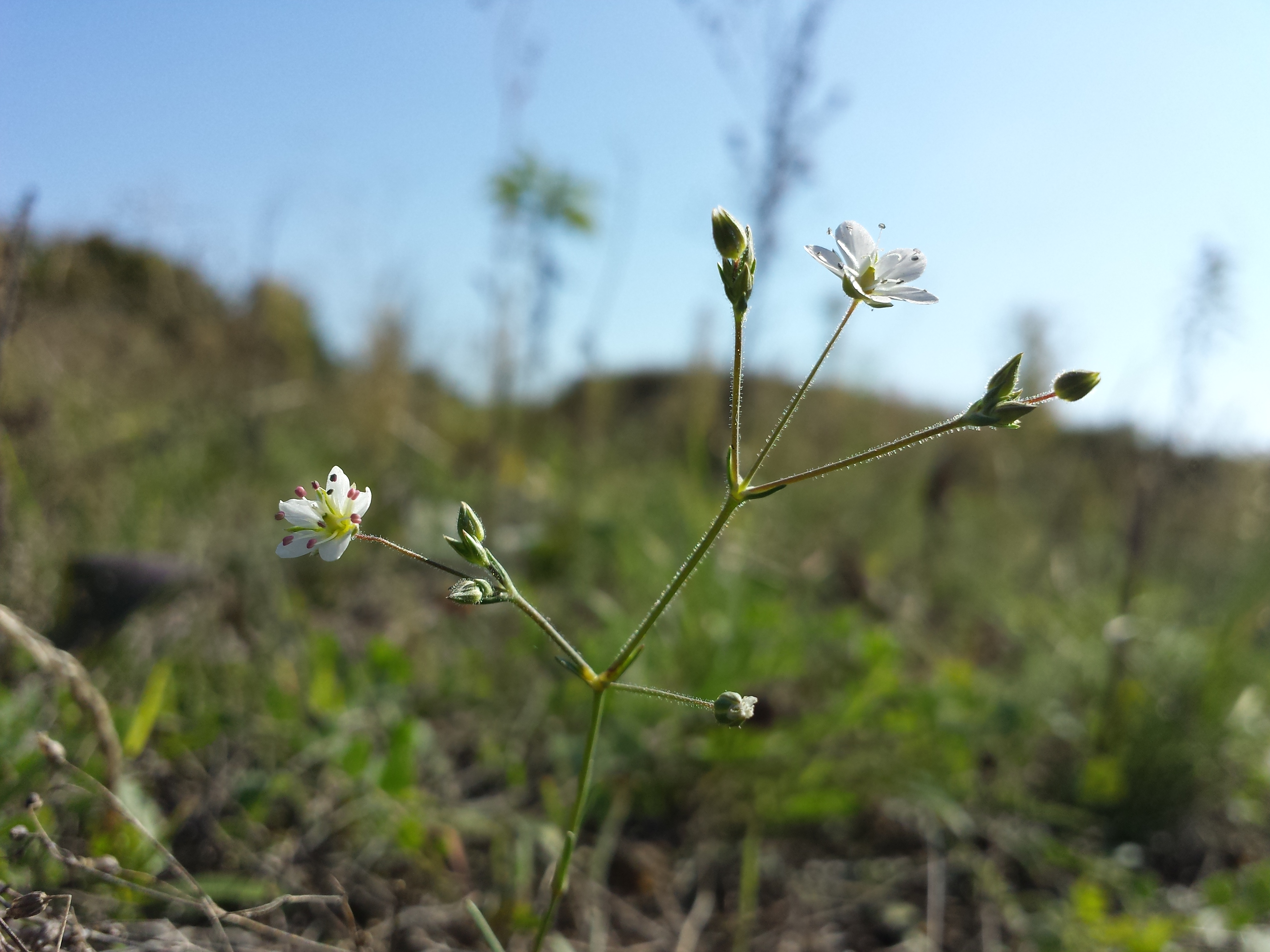
Blütenstand

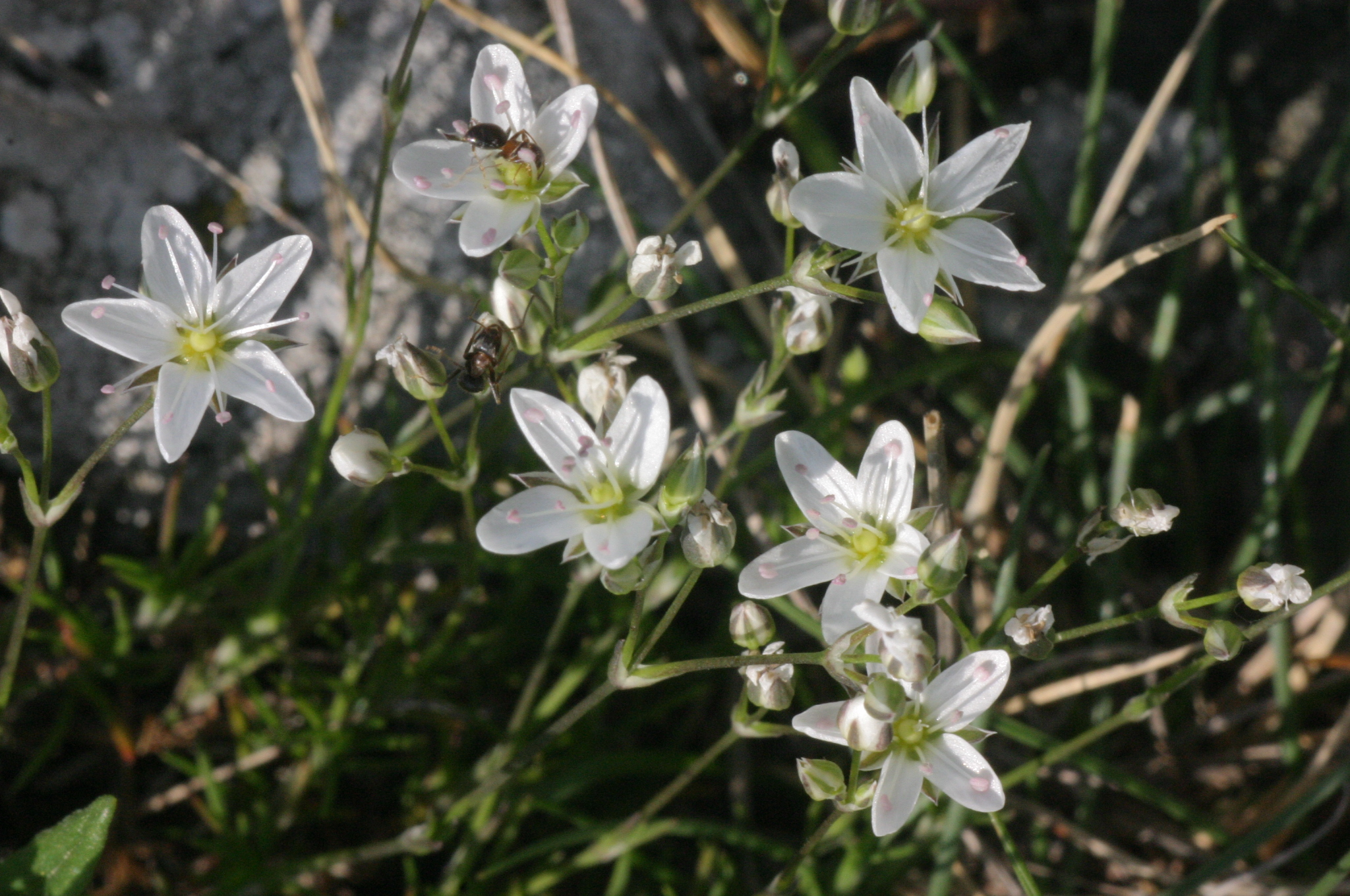
Blütenstand mit radiärsymmetrischen Blüten im Detail

### Vegetative Merkmale
Die Östliche Frühlings-Miere wächst als ausdauernde krautige Pflanze und erreicht Wuchshöhen von 5 bis 15 Zentimeter. Die gegenständigen Laubblätter sind linealisch und die Furchen zwischen den Laubblattnerven sind eng, meist schmäler als die Nerven. In den Laubblattachseln der blühenden Stängel sind meist sterile Laubblattbüschel vorhanden.

### Generative Merkmale
Die Blütezeit reicht von Mai bis August. Der Blütenstand enthält meist 10 bis 20 (6 bis 30) Blüten. Der Blütenstiel ist 13 bis 18 Millimeter lang. Die zwittrigen Blüten sind radiärsymmetrisch und fünfzählige mit doppelter Blütenhülle. Die je fünf Kelchblätter und die weißen Kronblätter sind mit einer Länge von 3 bis 4 Millimeter ungefähr gleich lang. Es sind zwei Kreise mit je fünf Staubblättern vorhanden. Die Staubbeutel sind anfangs gelblich bis purpurgrau und zuletzt dunkel-purpurfarben.
Die Samen besitzen Durchmesser von meist 0,4 bis 0,6, selten bis zu 0,7 Millimetern und stumpfe Papillen, die kürzer als breit sind.
Die Chromosomenzahl beträgt 2n = 48.

## Vorkommen
Die Östliche Frühlings-Miere wächst collin bis montan in Österreich zerstreut bis selten in Trockenrasen, besonders auf Sandböden im pannonischen Gebiet. 